# Ербапиђа (Терни)
Ербапиђа је насеље у Италији у округу Терни, региону Умбрија.
Према процени из 2011. у насељу је живело 39 становника. Насеље се налази на надморској висини од 133 м.